# NFC West
NFC West è la division occidentale della National Football Conference, nata nel 1970 a seguito della fusione tra American Football League e National Football League ed originariamente formatasi nel 1967 come Coastal Division della NFL.
Attualmente ne fanno parte gli Arizona Cardinals, i Los Angeles Rams, i San Francisco 49ers ed i Seattle Seahawks.

## Storia
La originaria Coastal Division venne formata nel 1967 inserendovi gli Atlanta Falcons, i Baltimore Colts, i Los Angeles Rams e i 49ers.
Con la fusione tra AFL e NFL del 1970, la division assunse il nome attuale e vi vennero inseriti i New Orleans Saints provenienti dalla Century Division al posto dei Colts che furono trasferiti nella AFC East. Nel 1976 venne inserita nella NFC West anche la neonata squadra dei Seattle Seahawks che sarebbe stata poi trasferita l'anno seguente nella AFC West.
Nel 1995 entrò a far parte della division un'altra squadra di nuova fondazione: i Carolina Panthers. Da notare che nello stesso anno i Rams restarono nella divisione occidentale della NFC anche dopo il loro trasferimento a Saint Louis.
In seguito alla riorganizzazione della NFL del 2002, i Falcons, i Panthers e i Saints vennero trasferiti nella NFC South e vennero sostituiti dai Cardinals e dai Seahawks.
Dal 2017 i Rams sono tornati alla sede originaria di Los Angeles.
Cronologia della NFC West

## Albo d'oro della NFC West
| Stagione                | Squadra                 | Risultato               | Risultato nei play-off                |
| col nome di NFL Coastal | col nome di NFL Coastal | col nome di NFL Coastal | col nome di NFL Coastal               |
| ----------------------- | ----------------------- | ----------------------- | ------------------------------------- |
| 1967                    | Los Angeles Rams        | 11-1-2                  | sconfitta nel NFL Divisional Playoff  |
| 1968                    | Baltimore Colts         | 13-1-0                  | sconfitta nel Super Bowl III          |
| 1969                    | Los Angeles Rams        | 11-3-0                  | sconfitta nel NFL Divisional Playoff  |
| col nome di NFC West    |                         |                         |                                       |
| 1970                    | San Francisco 49ers     | 10-3-1                  | sconfitta nel NFC Championship Game   |
| 1971                    | San Francisco 49ers     | 9-5-0                   | sconfitta nel NFC Championship Game   |
| 1972                    | San Francisco 49ers     | 8-5-1                   | sconfitta nel NFC Divisional Playoff  |
| 1973                    | Los Angeles Rams        | 12-2-0                  | sconfitta nel NFC Divisional Playoff  |
| 1974                    | Los Angeles Rams        | 10-4-0                  | sconfitta nel NFC Championship Game   |
| 1975                    | Los Angeles Rams        | 12-2-0                  | sconfitta nel NFC Championship Game   |
| 1976                    | Los Angeles Rams        | 10-3-1                  | sconfitta nel NFC Championship Game   |
| 1977                    | Los Angeles Rams        | 10-4-0                  | sconfitta nel NFC Divisional Playoff  |
| 1978                    | Los Angeles Rams        | 12-4-0                  | sconfitta nel NFC Championship Game   |
| 1979                    | Los Angeles Rams        | 9-7-0                   | sconfitta nel Super Bowl XIV          |
| 1980                    | Atlanta Falcons         | 12-4-0                  | sconfitta nel NFC Divisional Playoff  |
| 1981                    | San Francisco 49ers     | 13-3-0                  | vittoria nel Super Bowl XVI           |
| 1982                    | Atlanta Falcons         | 5-4-0                   | sconfitta nel NFC First Round         |
| 1983                    | San Francisco 49ers     | 10-6-0                  | sconfitta nel NFC Championship Game   |
| 1984                    | San Francisco 49ers     | 15-1-0                  | vittoria nel Super Bowl XIX           |
| 1985                    | Los Angeles Rams        | 11-5-0                  | sconfitta nel NFC Championship Game   |
| 1986                    | San Francisco 49ers     | 10-5-1                  | sconfitta nel NFC Divisional Playoff  |
| 1987                    | San Francisco 49ers     | 13-2-0                  | sconfitta nel NFC Divisional Playoff  |
| 1988                    | San Francisco 49ers     | 10-6-0                  | vittoria nel Super Bowl XXIII         |
| 1989                    | San Francisco 49ers     | 14-2-0                  | vittoria nel Super Bowl XXIV          |
| 1990                    | San Francisco 49ers     | 14-2-0                  | sconfitta nel NFC Championship Game   |
| 1991                    | New Orleans Saints      | 11-5-0                  | sconfitta nel NFC Wild Card Game      |
| 1992                    | San Francisco 49ers     | 14-2-0                  | sconfitta nel NFC Championship Game   |
| 1993                    | San Francisco 49ers     | 10-6-0                  | sconfitta nel NFC Championship Game   |
| 1994                    | San Francisco 49ers     | 13-3-0                  | vittoria nel Super Bowl XXIX          |
| 1995                    | San Francisco 49ers     | 11-5-0                  | sconfitta nel NFC Divisional Playoffs |
| 1996                    | Carolina Panthers       | 12-4-0                  | sconfitta nel NFC Championship Game   |
| 1997                    | San Francisco 49ers     | 13-3-0                  | sconfitta nel NFC Championship Game   |
| 1998                    | Atlanta Falcons         | 14-2-0                  | sconfitta nel Super Bowl XXXIII       |
| 1999                    | St. Louis Rams          | 13-3-0                  | vittoria nel Super Bowl XXXIV         |
| 2000                    | New Orleans Saints      | 10-6-0                  | sconfitta nel NFC Divisional Playoff  |
| 2001                    | St. Louis Rams          | 14-2-0                  | sconfitta nel Super Bowl XXXVI        |
| 2002                    | San Francisco 49ers     | 10-6-0                  | sconfitta nel NFC Divisional Playoff  |
| 2003                    | St. Louis Rams          | 12-4-0                  | sconfitta nel NFC Divisional Playoff  |
| 2004                    | Seattle Seahawks        | 9-7-0                   | sconfitta nel NFC Wild Card Game      |
| 2005                    | Seattle Seahawks        | 13-3-0                  | sconfitta nel Super Bowl XL           |
| 2006                    | Seattle Seahawks        | 9-7-0                   | sconfitta nel NFC Divisional Playoff  |
| 2007                    | Seattle Seahawks        | 10-6-0                  | sconfitta nel NFC Divisional Playoff  |
| 2008                    | Arizona Cardinals       | 9-7-0                   | sconfitta nel Super Bowl XLIII        |
| 2009                    | Arizona Cardinals       | 10-6-0                  | sconfitta nel NFC Divisional Playoff  |
| 2010                    | Seattle Seahawks        | 7-9-0                   | sconfitta nel NFC Divisional Playoff  |
| 2011                    | San Francisco 49ers     | 13-3-0                  | sconfitta nel NFC Championship Game   |
| 2012                    | San Francisco 49ers     | 11-4-1                  | sconfitta nel Super Bowl XLVII        |
| 2013                    | Seattle Seahawks        | 13-3-0                  | vittoria nel Super Bowl XLVIII        |
| 2014                    | Seattle Seahawks        | 12-4-0                  | sconfitta nel Super Bowl XLIX         |
| 2015                    | Arizona Cardinals       | 13-3-0                  | sconfitta nel NFC Championship Game   |
| 2016                    | Seattle Seahawks        | 10-5-1                  | sconfitta nel NFC Divisional Playoff  |
| 2017                    | Los Angeles Rams        | 11-5-0                  | sconfitta nel NFC Wild Card Game      |
| 2018                    | Los Angeles Rams        | 13-3-0                  | sconfitta nel Super Bowl LIII         |
| 2019                    | San Francisco 49ers     | 13-3-0                  | sconfitta nel Super Bowl LIV          |
| 2020                    | Seattle Seahawks        | 12-4-0                  | sconfitta nel NFC Wild Card Game      |
| 2021                    | Los Angeles Rams        | 12-5-0                  | vittoria nel Super Bowl LVI           |
| 2022                    | San Francisco 49ers     | 13-4-0                  | sconfitta nel NFC Championship Game   |
| 2023                    | San Francisco 49ers     | 12-5-0                  | sconfitta nel Super Bowl LVIII        |
| 2024                    | Los Angeles Rams        | 10-7-0                  | sconfitta nel NFC Divisional Playoff  |

## Squadre qualificate conWild Card
| Stagione | Squadra             | Risultato | Risultato nei play-off               |
| -------- | ------------------- | --------- | ------------------------------------ |
| 1970     | nessuna             |           |                                      |
| 1971     | nessuna             |           |                                      |
| 1972     | nessuna             |           |                                      |
| 1973     | nessuna             |           |                                      |
| 1974     | nessuna             |           |                                      |
| 1975     | nessuna             |           |                                      |
| 1976     | nessuna             |           |                                      |
| 1977     | nessuna             |           |                                      |
| 1978     | Atlanta Falcons     | 9-7-0     | sconfitta nel NFC Divisional Playoff |
| 1979     | nessuna             |           |                                      |
| 1980     | nessuna             |           |                                      |
| 1981     | nessuna             |           |                                      |
| 1982     | nessuna             |           |                                      |
| 1983     | Los Angeles Rams    | 9-7-0     | sconfitta nel NFC Divisional Playoff |
| 1984     | Los Angeles Rams    | 10-6-0    | sconfitta nel NFC Wild Card Game     |
| 1985     | San Francisco 49ers | 10-6-0    | sconfitta nel NFC Wild Card Game     |
| 1986     | Los Angeles Rams    | 10-6-0    | sconfitta nel NFC Wild Card Game     |
| 1987     | New Orleans Saints  | 12-3-0    | sconfitta nel NFC Wild Card Game     |
| 1988     | Los Angeles Rams    | 10-6-0    | sconfitta nel NFC Wild Card Game     |
| 1989     | Los Angeles Rams    | 11-5-0    | sconfitta nel NFC Championship Game  |
| 1990     | New Orleans Saints  | 8-8-0     | sconfitta nel NFC Wild Card Game     |
| 1991     | Atlanta Falcons     | 10-6-0    | sconfitta nel NFC Divisional Playoff |
| 1992     | New Orleans Saints  | 12-4-0    | sconfitta nel NFC Wild Card Game     |
| 1993     | nessuna             |           |                                      |
| 1994     | nessuna             |           |                                      |
| 1995     | Atlanta Falcons     | 9-7-0     | sconfitta nel NFC Wild Card Game     |
| 1996     | San Francisco 49ers | 12-4-0    | sconfitta nel NFC Divisional Playoff |
| 1997     | nessuna             |           |                                      |
| 1998     | San Francisco 49ers | 12-4-0    | sconfitta nel NFC Divisional Playoff |
| 1999     | nessuna             |           |                                      |
| 2000     | St. Louis Rams      | 10-6-0    | sconfitta nel NFC Wild Card Game     |
| 2001     | San Francisco 49ers | 12-4-0    | sconfitta nel NFC Wild Card Game     |
| 2002     | nessuna             |           |                                      |
| 2003     | Seattle Seahawks    | 10-6-0    | sconfitta nel NFC Wild Card Game     |
| 2004     | St. Louis Rams      | 8-8-0     | sconfitta nel NFC Divisional Playoff |
| 2005     | nessuna             |           |                                      |
| 2006     | nessuna             |           |                                      |
| 2007     | nessuna             |           |                                      |
| 2008     | nessuna             |           |                                      |
| 2009     | nessuna             |           |                                      |
| 2010     | nessuna             |           |                                      |
| 2011     | nessuna             |           |                                      |
| 2012     | Seattle Seahawks    | 11-5-0    | sconfitta nel NFC Divisional Playoff |
| 2013     | San Francisco 49ers | 12-4-0    | sconfitta nel NFC Championship Game  |
| 2014     | Arizona Cardinals   | 11-5-0    | sconfitta nel NFC Wild Card Game     |
| 2015     | Seattle Seahawks    | 10-6-0    | sconfitta nel NFC Divisional Playoff |
| 2016     | nessuna             |           |                                      |
| 2017     | nessuna             |           |                                      |
| 2018     | Seattle Seahawks    | 10-6-0    | sconfitta nel NFC Wild Card Game     |
| 2019     | Seattle Seahawks    | 11-5-0    | sconfitta nel NFC Divisional Playoff |
| 2020     | Los Angeles Rams    | 10-6-0    | sconfitta nel NFC Divisional Playoff |
| 2021     | Arizona Cardinals   | 11-6-0    | sconfitta nel NFC Wild Card Game     |
| 2021     | San Francisco 49ers | 10-7-0    | sconfitta nel NFC Championship Game  |
| 2022     | Seattle Seahawks    | 9-8-0     | sconfitta nel NFC Wild Card Game     |
| 2023     | Los Angeles Rams    | 10-7-0    | sconfitta nel NFC Wild Card Game     |
| 2024     | nessuna             |           |                                      |

## Partecipazioni totali ai play-off
| Squadra             | Vittorie nella division | Qualificazioni ai play-off | Partecipazioni/vittorie al Super Bowl |
| ------------------- | ----------------------- | -------------------------- | ------------------------------------- |
| San Francisco 49ers | 22                      | 28                         | 8/5                                   |
| Los Angeles Rams    | 15                      | 24                         | 5/2                                   |
| Seattle Seahawks    | 10                      | 15                         | 3/1                                   |
| Atlanta Falcons     | 3                       | 6                          | 1/0                                   |
| New Orleans Saints  | 2                       | 5                          | 0/0                                   |
| Arizona Cardinals   | 3                       | 5                          | 1/0                                   |
| Carolina Panthers   | 1                       | 1                          | 0/0                                   |